# Brunettia sycophanta
Brunettia sycophanta är en tvåvingeart som beskrevs av Quate 1955. Brunettia sycophanta ingår i släktet Brunettia och familjen fjärilsmyggor.
Artens utbredningsområde är Alabama. Inga underarter finns listade i Catalogue of Life.